# Camillo Supino
Camillo Supino (Pisa, 24 settembre 1860 – Milano, 10 dicembre 1931) è stato un economista italiano, autore di studi sull'economia dei trasporti, sulla moneta e il credito.

## Biografia
Dal punto di vista della formazione è un autodidatta. Nel 1877 viene nominato professore di Economia politica all'Istituto tecnico di Genova, dove resta fino al 1895. Viene poi nominato professore di economia politica all'Università degli Studi di Messina (1896) e, successivamente, presso l'Università degli Studi di Siena (1902), l'Pavia (1903) e l'Università Bocconi di Milano. 
Nel 1904 pubblica i Principi di economia politica, un eclettico trattato destinato tanto agli studiosi quanto agli studenti, che ebbe nove successive edizioni, l'ultima delle quali postuma nel 1935. Tra il 1919 e il 1920 diviene presidente della Commissione reale per le vertenze marinare e successivamente membro e presidente di sezione del Consiglio superiore della marina mercantile. 
Muore a Milano il 10 dicembre 1931, e viene tumulato nell'edicola di famiglia al Cimitero Monumentale. Donò parte dei suoi volumi alla biblioteca di Giurisprudenza dell'Università di Pavia.

## Principali opere
- Il metodo induttivo nell'economia politica, Torino 1894.
- Principii di economia politica, Napoli, Luigi Pierro, 1904.
- La navigazione dal punto di vista economico, in Biblioteca dell'economista, 4ª serie, vol, 3, Torino, Utet, 1905, pp. 1–124
- La carta moneta in Italia, Bologna, Zanichelli, 1921